# Kankan (prefektura)
Kankan – prefektura we wschodniej części Gwinei, w regionie Kankan. Zajmuje powierzchnię 19 750 km². W 1996 roku liczyła ok. 262 tys. mieszkańców. Siedzibą administracyjną prefektury jest miejscowość Kankan.